# Нака-Тоса
На́ка-То́са (яп. 中土佐町, なかとさちょう, МФА: [naka tosa t͡ɕoː]?) — містечко в Японії, в повіті Такаока префектури Коті.  Отримало статус містечка 1957 року. Площа становить 193,40 км². Станом на 1 липня 2012 року населення складало 7377  осіб, густота населення — 38,1 осіб/км².   

## Демографія
Згідно з даними перепису населення Японії, населення Нака-Тоса зменшується з 60-х років. Станом на 1 жовтня 2020 року населення складало 6002 осіб, з яких чоловіків — 2782 осіб, жінок — 3220 осіб. Густота населення — 31,06 осіб/км².